# Ерик Гордон
Ерик Амброуз Гордон Млађи (енгл. Eric Ambrose Gordon Jr; Индијанаполис, Индијана, 25. децембар 1988) америчко-бахамски је кошаркаш. Игра на позицији бека, а тренутно наступа за Филаделфија севентисиксерсе.

## Успеси

### Репрезентативни
- Светско првенство:  2010.

### Појединачни
- Шести играч године НБА (1): 2016/17.
- Победник НБА такмичења у брзом шутирању тројки (1): 2017.
- Идеални тим новајлија НБА — друга постава: 2008/09.